# Смоляр Іван Дмитрович
Іва́н Дми́трович Смоляр (10 грудня 1961 — 4 липня 2015) — молодший сержант Збройних сил України, учасник російсько-української війни.

## Життєпис
Під час строкової служби в РА брав участь у війні в Афганістані — у складі 345-го штурмового десантного полку. Протягом 1975—2009 років з перервами проживав у Новодонецькому Добропільського району Донецької області. 1988 року закінчив Донецький гірничий технікум, здобувши спеціальність «підземна розробка вугільних родовищ», та отримав кваліфікацію гірничого техніка. Працював на шахтах Донбасу, пройшовши шлях від робочого до начальника дільниці. 2010 року вийшов на пенсію, переїхав із дружиною Яною Володимирівною та сином Олексієм 2004 р.н. з родиною на Полтавщину — проживав у селі Деревки Котелевського району. До Деревок потрапив випадково — йому дуже сподобалися місцева природа, ліс, чисте свіже повітря.
З початком війни в рамках мобілізації не призвали — мав інвалідність, якої зазнав ще на шахті. Влітку 2014 року прийшов у батальйон «Айдар». Молодший сержант, командир 8-го відділення 2-ї штурмової «афганської» роти 24-го окремого штурмового батальйону ЗСУ «Айдар». З 6 вересня 2014-го перебував на лінії фронту.
4 липня 2015 загинув під час проведення планового нарощування мінно-вибухових загороджень (підрив на міні) біля 29-го блокпосту на трасі «Бахмутка» поблизу села Донецький. При спробі евакуації важкопораненого солдата Романа Цапа під час повторного вибуху загинули сержант Дмитро Демковський, молодший сержант Іван Смоляр, солдати Дмитро Ковшар, Артем Романов. Іван загинув, коли надавав допомогу пораненому Роману Цапу.
Похований в селі Деревки.
Без Івана лишилися дружина та син.

## Нагороди
За особисту мужність, сумлінне та бездоганне служіння Українському народові, зразкове виконання військового обов'язку відзначений — нагороджений
- 18 травня 2016 року — орденом «За мужність» III ступеня (посмертно).
- медаллю «За відвагу»
- медаллю «Воїну-інтернаціоналісту від вдячного афганського народу»
- нагрудним знаком «Ветеран війни»
- нагрудним знаком «Воїну-інтернаціоналісту»
- медаллю Жукова
- медаллю «70 років Збройних Сил СРСР»
- пам'ятною медаллю «25 років виведення військ з Афганістану»
- медаллю «За працю і звитягу»
- медаллю Української Православної Церкви «За жертовність та любов до України» (посмертно)